# Sinopodismoides
Sinopodismoides är ett släkte av insekter. Sinopodismoides ingår i familjen gräshoppor.
Kladogram enligt Catalogue of Life:
| Sinopodismoides | \| \| Sinopodismoides prasina \| \| \| \| \| \| Sinopodismoides qianshanensis \| \| \| \| |
|                 | \| \| Sinopodismoides prasina \| \| \| \| \| \| Sinopodismoides qianshanensis \| \| \| \| |
|                 | Sinopodismoides prasina                                                                   |
|                 |                                                                                           |
|                 | Sinopodismoides qianshanensis                                                             |
|                 |                                                                                           |